# Saint-Jean-d'Estissac
Saint-Jean-d'Estissac là một xã, nằm ở tỉnh Dordogne vùng Aquitaine của Pháp. Xã này có diện tích 12,86 kilômét vuông, dân số năm 2005 là 146 người. Xã nằm ở khu vực có độ cao trung bình 131 m trên mực nước biển.

## Thông tin nhân khẩu
| Năm    | 1962 | 1968 | 1975 | 1982 | 1990 | 1999 | 2005 |
| ------ | ---- | ---- | ---- | ---- | ---- | ---- | ---- |
| Dân số | 155  | 145  | 132  | 147  | 111  | 125  | 146  |